# Коваленко, Юрий Александрович (историк)
Юрий Александрович Коваленко (1966—2023) — украинский учёный, историк, археолог, участник миссии «Чёрный тюльпан», краевед, преподаватель, музыкант, штаб-сержант Вооружённых сил Украины, участник российско-украинской войны, погибший в ходе российского вторжения на Украину в 2023 году.

## Биография

### В Советском Союзе
Юрий Коваленко родился 22 марта 1966 года в селе Некрасово Глуховского района Сумской области, Украинская ССР (с 2020 года — часть Глуховской городской территориальной общины). В 1981 году окончил там восьмилетнюю школу. С детства проявлял большой интерес к поиску артефактов и увлекался историей Украины. Девятый и десятый классы обучался в Глуховской средней школе № 2. Параллельно учился в Глуховской музыкальной школе, проявляя интерес к гитаре и музыке. Вместо поступления на желанный исторический факультет в 1983 году поступил в Сумское профессионально-техническое училище № 5, где получил профессию электрика. Во время службы в Советской армии (в частности, в 1985—1987 годах, в начале перестройки, два года служил в Западной группе Советской армии в городе Легница на территории Польши) впервые услышал слово «оккупанты» в адрес советских войск. В 1987 году 21-летний Юрий Коваленко присоединился к археологической экспедиции, работавшей в Киеве на Подоле. С 1988 года занимался поисковой деятельностью. Его группа, входившая в состав Всеукраинского общественного объединения «Союз „Народная память“», обеспечила перезахоронение тысяч воинов, погибших во время Второй мировой войны. В середине 1990-х годов был избран командиром группы.
В конце 1980-х годов Юрий Коваленко работал художественным руководителем Некрасовского сельского Дома культуры, учителем музыки в Некрасовской школе, затем руководителем музыкального кружка Глуховского районного Дома культуры и директором подросткового клуба в Глуховском ПТУ № 31. С 1989 года, будучи учителем музыки в родной школе и хиппи, организовал девичий вокально-инструментальный ансамбль.

### В независимой Украине
В этот период в обрусевшем Глухове Юрий Коваленко стал членом украинских патриотических организаций, участвовал в первых проукраинских митингах, выступал на сцене с гитарой. В 1991 году принял участие в известном музыкальном фестивале «Червона рута», проходившем в Запорожье. Здесь он запомнился авторской песней «Дума о Гетманщине», посвящённой взятию Батурина в 1708 году. Вместе с кумом, мариупольским греком Эдуардом, создал группу «Трактир», а затем участвовал в гастрольном туре лауреатов. Помимо гитары, играл на фортепиано и аккордеоне, был хористом камерного хора. В 1991—1996 годах обучался на заочном отделении Глуховского педагогического университета, изучая дошкольную педагогику и психологию. Во время археологических раскопок 1991-1992 года в районе Водонапорной башни города Глухова Коваленко нашел часть бронзовой застежки-фибулы дружинника Х-XI века.
После трёх лет романтических встреч Юрий Коваленко женился на выпускнице школы Оксане. С 1992 года поступил на сверхсрочную службу в Вооружённые силы Украины. Около семи лет (1992—1997) служил в структуре морально-психологического обеспечения воинской части в Глухове, работая заведующим клубом. В том же году в Глухове вместе с единомышленниками основал и возглавил поисковый отряд «Обелиск», который позже вошёл в состав Всеукраинского объединения «Союз „Народная память“». В результате раскопок на месте лагеря военнопленных времён Второй мировой войны в Глухове в 1994 году была организована «Всеукраинская вахта памяти». В частности, 1 октября 1994 года состоялось перезахоронение погибших на новосозданном мемориале в урочище Борок на окраине Глухова. Это была первая подобная акция в Украине, получившая общенациональный резонанс.

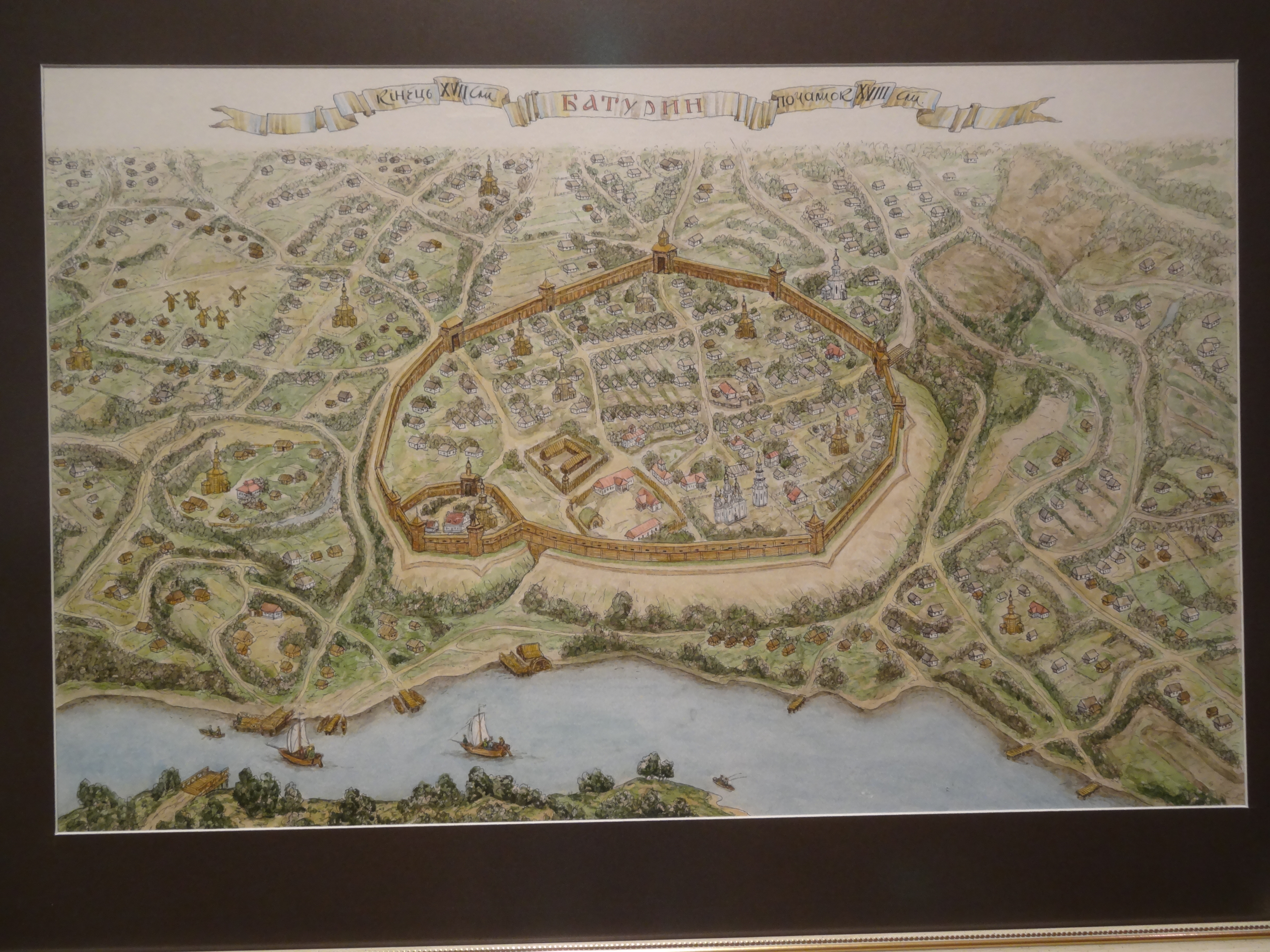
Изображение Батуринской крепости. Батуринский археологический музей.

С 1999 года Юрий Коваленко занимал должность заведующего научно-исследовательским отделом Национального заповедника «Глухов». Как учёный и практический археолог, с 2005 года участвовал в многочисленных археологических экспедициях, в частности, исследовал руины Батурина, сожжённого московитами в 1708 году. Он определил место расположения главного столичного храма — собора Живоначальной Троицы и его кладбища в северной части бывшей гетманской крепости. Также реконструировал внешний вид Батуринской крепости, гетманского дома и замковой церкви. Кроме того, руководил исследованиями руин цитадели Батуринской крепости, раскопками загородной резиденции гетмана Ивана Мазепы на Гончаровке и, совместно с другими учёными, изучал усадьбу генерального писаря Филиппа Орлика. В составе Батуринской археологической экспедиции возглавлял отряд студентов-историков Глуховского национального педагогического университета и учащихся Глуховского лицея-интерната с усиленной военно-физической подготовкой.
В зрелом возрасте обучался на историческом факультете Киевского национального университета имени Тараса Шевченко, который окончил в 2005 году по специальности археология и музееведение.
Активно исследовал прошлое Глухова, организовав масштабные археологические раскопки, в частности, исследования Глухова древнерусского периода. На основе найденных в бывшей гетманской столице артефактов 6 ноября 2008 года, в честь 300-летия провозглашения Глухова столицей Гетманщины и Левобережной Украины, был открыт Музей археологии. Юрий Коваленко стал автором его концепции. В том же году заповедник «Глухов» получил статус национального. В частности, исследователь обнаружил усыпальницу семьи Терещенко в Трёханастасиевской церкви.

### Российско-украинская война
С началом войны на востоке Украины в 2014 году, как военный археолог, участвовал в гуманитарной миссии «Чёрный тюльпан», совершив 9 ротаций на территориях, контролируемых сепаратистами. Вместе с коллегами нашёл и идентифицировал тела более 150 погибших в боях за Иловайск и Дебальцево. Собранные им факты и фото-видеофиксация военных преступлений российских войск были использованы в книге «Иловайск» сумского писателя Евгения Положия. За работу в «Чёрном тюльпане» был награждён знаком отличия Министерства обороны Украины.
В декабре 2020 года Юрий Коваленко подписал контракт с Вооружёнными силами Украины и участвовал в боях за Авдеевку в составе 58-й отдельной мотопехотной бригады имени гетмана Ивана Выговского. Был награждён знаками отличия Генерального штаба и командующего Объединённых сил. Находясь на военной службе, 14 мая 2021 года в Чернигове защитил кандидатскую диссертацию на тему «Историческая топография Глухова эпохи Средневековья и раннего Нового времени». Всего Юрий Коваленко является автором более 70 научных статей.
В первые часы российского вторжения на Украину 24 февраля 2022 года в составе 16-го отдельного мотопехотного батальона «Полтава» участвовал в боях за Глухов. Тогда украинские бойцы дали бой российской ударной колонне на международной трассе в районе Годуновки. Затем в феврале-марте 2022 года участвовал в боевых действиях на Броварском направлении и в Черниговской области. После освобождения Черниговской области в апреле 2022 года участвовал в боях в Батурине. Затем некоторое время лечился в госпитале, одновременно занимаясь волонтёрской деятельностью. Он вёл переговоры о закупке автомобилей для своей бригады и сам их доставлял. Вскоре вернулся на фронт, сражался на южном направлении, а затем перешёл на восточный фронт, где шли самые ожесточённые бои полномасштабной войны. В 58-й отдельной мотопехотной бригаде имени Ивана Выговского, в составе 16-го отдельного мотопехотного батальона, занимал должность стрелка-снайпера.
14 марта 2023 года в Луганской области, в Северодонецком районе, близ села Кузьмино Кременской городской общины, в Серебрянском лесу, во время многодневных тяжёлых боёв, погиб от танкового обстрела. Его тело вынес из зоны боёв побратим Владимир «Базука».
Церемония прощания прошла 18 марта 2022 года в Глухове у памятника Березовскому и Бортнянскому. Согласно завещанию, Юрий Коваленко был похоронен в селе Некрасово Глуховской общины.

## Семья
У Юрия Коваленко осталась жена, журналистка и сотрудница Глуховского городского совета Оксана Коваленко. У них было две дочери — старшая Леся и младшая Иванка. Дочери и внучка в настоящее время живут в Германии. Во время полномасштабного российского вторжения у старшей дочери Леси родилась дочь Варвара. После похорон, 20 марта 2023 года, Оксана Коваленко перевела 40 тысяч гривен с пометкой «от Юрия Коваленко» на нужды защитников 16-го отдельного мотопехотного батальона «Полтава», в котором служил её муж. Эти средства были собраны людьми для организации похорон Юрия Коваленко.

## Награды
- Орден «За мужество» III степени (2024, посмертно) — за личное мужество, проявленное в защите государственного суверенитета и территориальной целостности Украины, самоотверженное выполнение воинского долга[48].
- Грамота Президента Украины «За гуманитарное участие в АТО» (2017)[49].
- Нагрудный знак «За заслуги перед ВСУ».
- Медаль УПЦ «За жертвенное служение и любовь к Украине»[50].
- Увековечение памяти

### Улицы
28 апреля 2023 года депутаты Глуховского городского совета проголосовали за переименование двух улиц в Глуховской городской территориальной общине в честь Юрия Коваленко. В родном селе Некрасово земляки выразили желание переименовать улицу Некрасова в честь знаменитого уроженца. Инициативу внесла староста Надежда Кебец.
В городе Глухов инициативу высказали жители улицы Некрасова, на которой проживал с семьёй Юрий Коваленко. Там было организовано опрос, собраны подписи. Волю жителей микрорайона передал в городской совет депутат Анатолий Москаленко.
В годовщину смерти, 14 марта 2024 года, на здании музея археологии Национального заповедника «Глухов» была открыта мемориальная доска в честь погибшего военного и историка Юрия Коваленко.

### Премия
Научно-исследовательский институт украиноведения МОН Украины в ноябре 2023 года учредил именную премию для молодых учёных-украиноведов имени Народного Героя Украины Юрия Коваленко. Премия будет вручаться учёным, занимающимся разработкой актуальных проблем украиноведения, направленных на решение наиболее важных задач украиноведческой науки, сохранение культурного наследия и консолидацию украинского общества в условиях полномасштабной российской агрессии. Первый конкурс на премию имени Коваленко был объявлен в ноябре 2024 года.